# Kim Shattuck
Kim Shattuck, all'anagrafe Kimberly Dianne Shattuck (Los Angeles, 17 luglio 1963 – Los Angeles, 2 ottobre 2019), è stata una cantante e chitarrista statunitense della band The Muffs.

## Biografia
Dal 1985 al 1991, ha fatto parte della formazione delle The Pandoras.
Ha cantato in una canzone dei NOFX, Lori Meyers, nell'album Punk in Drublic e anche in una canzone dei Bowling for Soup I'll Always Remember You (That Way), che è inclusa nel singolo My Wena.
Nel giugno 2013 è stato annunciato il suo ingresso nei Pixies per il loro tour europeo in sostituzione di Kim Deal. Alla fine del tour non è stata confermata e al basso è subentrata Paz Lenchantin (ex Zwan e A Perfect Circle).
Malata di SLA da due anni, è morta per complicazioni legate alla malattia il 2 ottobre 2019 all'età di 56 anni, poco prima dell'uscita dell'album dei The Muffs No Holiday, del quale era produttrice.

## Discografia

### The Muffs
- The Muffs (1993) (pubblicato nuovamente con tracce bonus dalla Burger Records nel 2015)
- Blonder and Blonder (1995)
- Happy Birthday to Me (1997)
- Alert Today, Alive Tomorrow (1999)
- Really Really Happy (2004)
- Whoop Dee Doo (2014)
- No Holiday (2019)